# Šiberna
Šiberna är en kulle i Tjeckien. Den ligger i den centrala delen av landet, 40 km sydväst om huvudstaden Prag. Toppen på Šiberna är 451 meter över havet.
Terrängen runt Šiberna är kuperad åt sydost, men åt nordväst är den platt.Runt Šiberna är det ganska tätbefolkat, med 54 invånare per kvadratkilometer. Närmaste större samhälle är Příbram, 15,9 km söder om Šiberna. I omgivningarna runt Šiberna växer i huvudsak blandskog.